# Āzār Matjīr
Āzār Matjīr (persiska: آزار متجیر, Āzād Manjīr) är en ort i Iran.   Den ligger i provinsen Khorasan, i den nordöstra delen av landet, 600 km öster om huvudstaden Teheran. Āzār Matjīr ligger 953 meter över havet och antalet invånare är 422.
Terrängen runt Āzār Matjīr är huvudsakligen platt, men norrut är den kuperad.Runt Āzār Matjīr är det ganska glesbefolkat, med 29 invånare per kvadratkilometer. Närmaste större samhälle är Sabzevar, 10,6 km väster om Āzār Matjīr. Omgivningarna runt Āzār Matjīr är i huvudsak ett öppet busklandskap.